# Nordenskiöldsgatan, Helsingfors

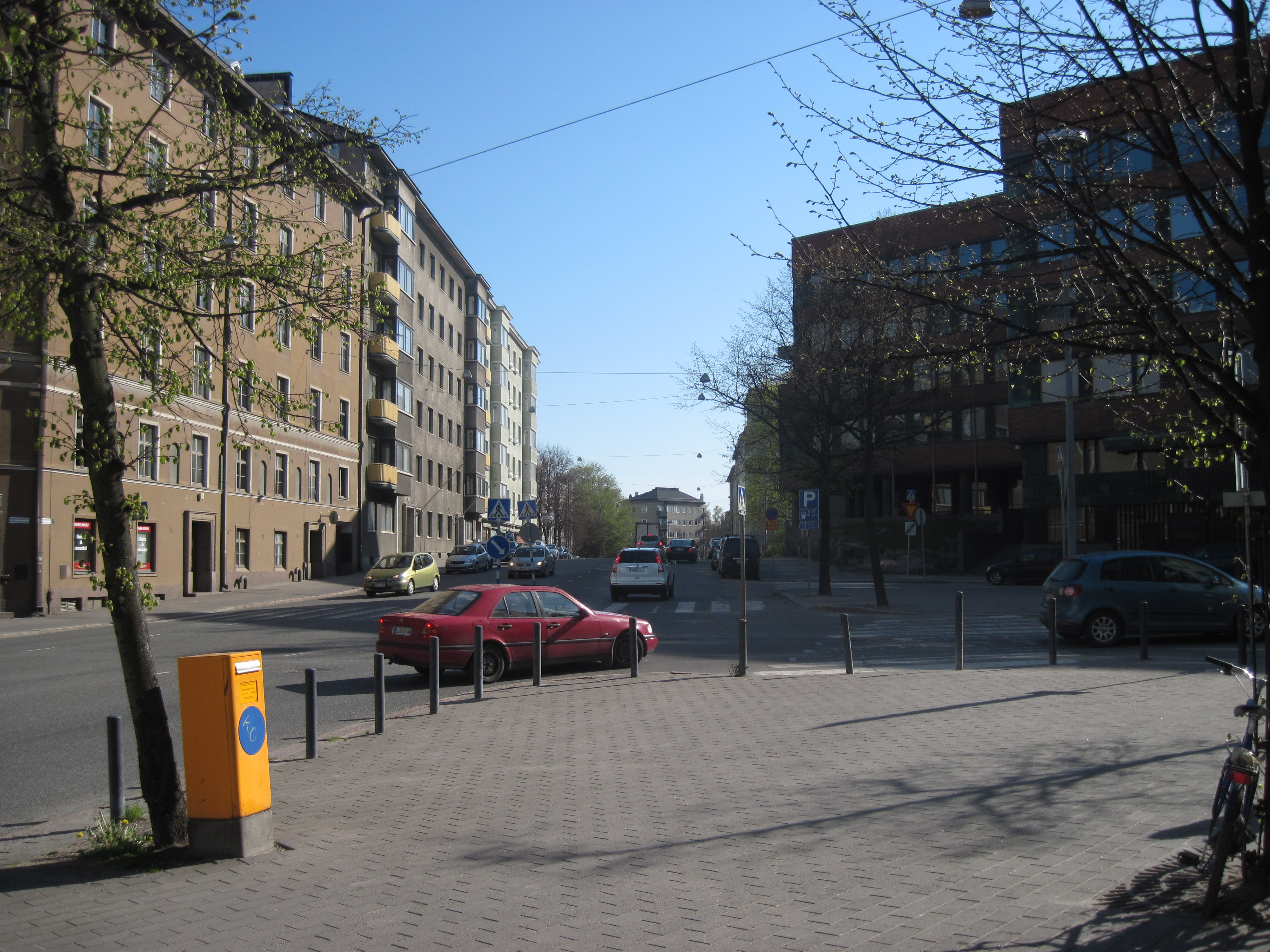
Nordenskiöldsgatan västerut i höjd med Mannerheimvägen.

Nordenskiöldsgatan (fi. Nordenskiöldinkatu) är en huvudgata i Helsingfors. Den leder från Bortre Tölö till Alphyddan och Böle. Den är uppkallad efter vetenskapsmannen och upptäcktsresanden Adolf Erik Nordenskiöld.